# Fatou N’Diaye
Fatou N’Diaye (* 1980 in Saint-Louis) ist eine senegalesische Schauspielerin.

## Leben
Im Alter von acht Jahren verließ sie mit ihrer Mutter den Senegal, um seither in Frankreich zu leben. 1997 wurde sie vom bekannten Modefotografen Oliviero Toscani entdeckt. Nach einigen Arbeiten als Model wandte sie sich der Schauspielerei zu. 2001 stand sie erstmals vor der Kamera, in einem französischen Fernsehfilm, dem eine Reihe Fernseh- und Kinoproduktionen folgten.
2002 übernahm sie die Hauptrolle in der vielschichtigen, vielfach prämierten Musikkomödie Nha Fala – Meine Stimme. International weiter bekannt wurde sie 2006 durch A Sunday in Kigali, einem Liebesdrama, das 1994 im Völkermord in Ruanda spielt. Dafür wurde sie bei mehreren Filmfestivals ausgezeichnet, darunter mit dem Preis als beste Schauspielerin beim Internationalen Filmfestival von Marrakesch.

## Filmografie
- 2001: Fatou la Malienne (Fernsehfilm) – Regie: Daniel Vigne
- 2002: Asterix & Obelix: Mission Kleopatra (Astérix & Obélix: Mission Cléopâtre) – Regie: Alain Chabat
- 2002: Angelina (Fernsehfilm) – Regie: Claude d’Anna
- 2002: Nha Fala – Meine Stimme (Nha Fala) – Regie: Flora Gomes
- 2003: Adventure Inc. – Jäger der vergessenen Schätze (Adventure Inc., Fernsehserie, Folge Spirit of the Mask)
- 2003: Fatou, l’espoir (Fernsehfilm) – Regie: Daniel Vigne
- 2004: Cinq de cœur (Fernsehfilm) – Regie: Jérôme Cornuau
- 2004: Une autre vie (Fernsehfilm) – Regie: Luc Béraud
- 2004: Souli – Regie: Alexander Abela
- 2006: A Sunday in Kigali – Regie: Robert Favreau
- 2006: Alex Santana, négociateur (Fernsehserie, eine Folge)
- 2006: The Front Line – Regie: David Gleeson
- 2007: Tropiques amers (Miniserie, fünf Folgen)
- 2008: Scénarios contre les discriminations (Fernsehserie, eine Folge)
- 2008: Aide-toi, le ciel t’aidera – Regie: François Dupeyron
- 2010: Merci papa, merci maman (Fernsehfilm) – Regie: Vincent Giovanni
- 2010–2011: Victor Sauvage (Fernsehserie, drei Folgen)
- 2011: Un pas en avant – Les dessous de la corruption – Regie: Sylvestre Amoussou
- 2011: Bander à part (Kurzfilm) – Regie: Edouard Rose
- 2012: Passage du Désir (Fernsehfilm) – Regie: Jérôme Foulon
- 2012: La Ville Lumière (Kurzfilm) – Regie: Pascal Tessaud
- 2013: Maison close (Fernsehserie, acht Folgen)
- 2013: Skin (Kurzfilm) – Regie: Cédric Prévost
- 2014: Métamorphoses – Regie: Christophe Honoré
- 2014: Engrenages (Fernsehserie, 7 Folgen)
- 2018: Un Ange  – Regie: Koen Mortier
- 2019: Scappo a casa – Regie: Enrico Lando
- 2021: En plein coeur (Fernsehfilm) – Regie: Bruno Garcia
- 2021: OSS 117 – Liebesgrüße aus Afrika (OSS 117: Alerte rouge en Afrique noire) – Regie: Nicolas Bedos
- 2023: Même pas mal – Regie: Sarah Stern
- 2024: The Green Deal – Regie: Édouard Bergeon